# Алгелдрат
Алгелдра́т (англ. Algeldrate, лат. Algeldratum, син.: моногидрат оксида алюминия, водный (англ. Aluminium hydroxide, hydrated; лат. Aluminii hydroxidum hydricum)) — лекарственное средство, оказывающее адсорбирующее, обволакивающее и антацидное действие.
Получается из алюмогеля нагреванием его до 300—400 °С (при необходимости — с последующей сушкой при данной температуре). По физико-химическим свойствам: белый или почти белый полупрозрачный вязкий коллоидный гель, при отстаивании разделяется на фракции с водой. Обладает высокой химической и адсорбционной активностью, полностью или почти полностью растворяется в разбавленных растворах едких щелочей (при нагревании) и неорганических кислот. При высушивании не теряет своих адсорбционных свойств.

## Фармакологическое действие
Нейтрализует свободную соляную кислоту в желудке без вторичной гиперсекреции, с образованием практически невсасывающегося хлорида алюминия и воды. Повышает значение кислотности до pH = 3,5...4,5 и удерживает его на этом уровне в течение нескольких часов, снижая протеолитическую активность желудочного сока. В щелочной среде образует нерастворимые соединения. Не вызывает нарушений кислотно-основного состояния организма (КОС).

## Применение
Показания
Эзофагит, острый гастрит, гиперацидный гастрит, острый дуоденит, язвенная болезнь желудка и 12-перстной кишки (в фазе обострения), симптоматические язвы различного генеза, эрозии слизистой оболочки верхних отделов ЖКТ. Рефлюкс-эзофагит, грыжа пищеводного отверстия диафрагмы, острый панкреатит, обострение хронического панкреатита, гиперфосфатемия, функциональные заболевания кишечника, колит. Дискомфорт, гастралгия, изжога (после избыточного употребления этанола, никотина, кофе, приема лекарственных средств и погрешностей в диете).
Противопоказания
Гиперчувствительность, хроническая почечная недостаточность (ХПН), беременность, повышение концентрации Al3+ в крови (фактор риска развития или усугубления течения болезни Альцгеймера), болезнь Альцгеймера, гипофосфатемия, запоры, кишечная непроходимость.
С осторожностью
Гемодиализ, сахарный диабет.
Побочное действие
Тошнота, рвота, диарея, изменение вкусовых ощущений, запоры. Снижение концентрации в сыворотке крови фосфора и повышение концентрации магния и алюминия.
При длительном приеме в высоких дозах — гипофосфатемия, гипокальциемия, гиперкальциурия, остеомаляция, остеопороз, гипералюминиемия, энцефалопатия, нефрокальциноз, нарушение функции почек.
У больных с сопутствующей почечной недостаточностью — жажда, снижение артериального давления, гипорефлексия.

## Режим дозирования
Внутрь, через 1—2 часа после еды и на ночь, при язвенной болезни желудка — за 30 минут до приема пищи. Продолжительность лечения составляет до 6 недель и более.
Как правило, при заболеваниях пищевода, желудка и двенадцатиперстной кишки препарат назначают после еды, при заболеваниях кишечника — до еды. Также практикуется применение в профилактических целях перед возможным раздражающим воздействием на слизистую оболочку желудочно-кишечного тракта.
Особые указания
При длительном назначении следует обеспечить достаточное поступление с пищей солей фосфора.
Для адекватного подбора разовой дозы целесообразно проведение острой фармакологической пробы: через час после введения суспензии проводят оценку кислотности желудочного сока, если pH ниже 3,5 — необходимо увеличение дозы.

## Взаимодействие
Снижает и замедляет абсорбцию из ЖКТ дигоксина, азитромицина, цефподоксима, пивампициллина, рифампицина, кетоконазола и итраконазола, индометацина, салицилатов, хлорпромазина, фенитоина, блокаторов H2-гистаминовых рецепторов, бета-адреноблокаторов, дифлунизала, изониазида, антибиотиков тетрациклинового ряда, фторхинолонов, непрямых антикоагулянтов, барбитуратов. Данные препараты следует применять за 1 час до или через 2 часа после приема антацидов (фторхинолоны — через 4 часа).
М-холиноблокаторы, замедляя опорожнение желудка, усиливают и удлиняют действие алгелдрата.